# Frederik Wandahl
Frederik Michal Anker Wandahl (født 9. maj 2001 i Stockholm) er en professionel cykelrytter fra Danmark, der er på kontrakt hos Red Bull-Bora-Hansgrohe.
Fra 2021 skiftede han til World Tour-holdet Bora-Hansgrohe på en treårig kontrakt, og blev den yngste danske mandlige rytter til at køre på sportens højeste niveau siden World Tourens indførelse i 2011.

## Meritter

### Landevej
2016
4. sammenlagt i Saarland Trofeo
1. plads, 1. etape
1. plads,  Ungdomskonkurrencen
5. Junior-VM i linjeløb
2018
1.  Dansk juniormester i linjeløb
2019
2. Junior-DM i linjeløb
2. Trofeo Emilio Paganessi
2021
2. DM i linjeløb
2023
1.  Bjergkonkurrencen i Tour of Guangxi
2024
3. DM i linjeløb

### Banecykling
2016
1.  Dansk juniormester i pointløb
2017
1.  Dansk juniormester i pointløb
2018
1.  Dansk juniormester i omnium
1.  Dansk juniormester i parløb
1.  Dansk juniormester i forfølgelsesløb
1.  Dansk juniormester i 1.000 m på tid
1.  Dansk juniormester i holdløb
1.  Dansk juniormester i pointløb
1.  Dansk juniormester i scratch
2.  Junior-VM i omnium
2019
1.  Dansk mester i holdløb
2020
1.  Dansk mester i scratch
2. DM i omnium

## Udmærkelser
- Årets Talent i dansk cykelsport (2018)[6]